# Петер Флінт
Петер Флінт (дан. Peter Flinth; нар. 7 листопада 1964) — данський кінорежисер.

## Фільмографія
- Око орла (1997)
- Інша сторінка (1999)
- Ольсен Банден - молодший (2001)
- Факір (2004)
- Валландер — натхненник (2005)
- Арн: Лицар-тамплієр (2007)
- Арн: Королівство в кінці шляху (2008)
- Дикі лебеді (2009)
- Останній заповіт Нобеля (2012)
- Проти льоду (2022)